# Lalande-en-Son
Pour les articles homonymes, voir Lalande.
Lalande-en-Son est une commune française située dans le département de l'Oise en région Hauts-de-France.

## Géographie

### Localisation

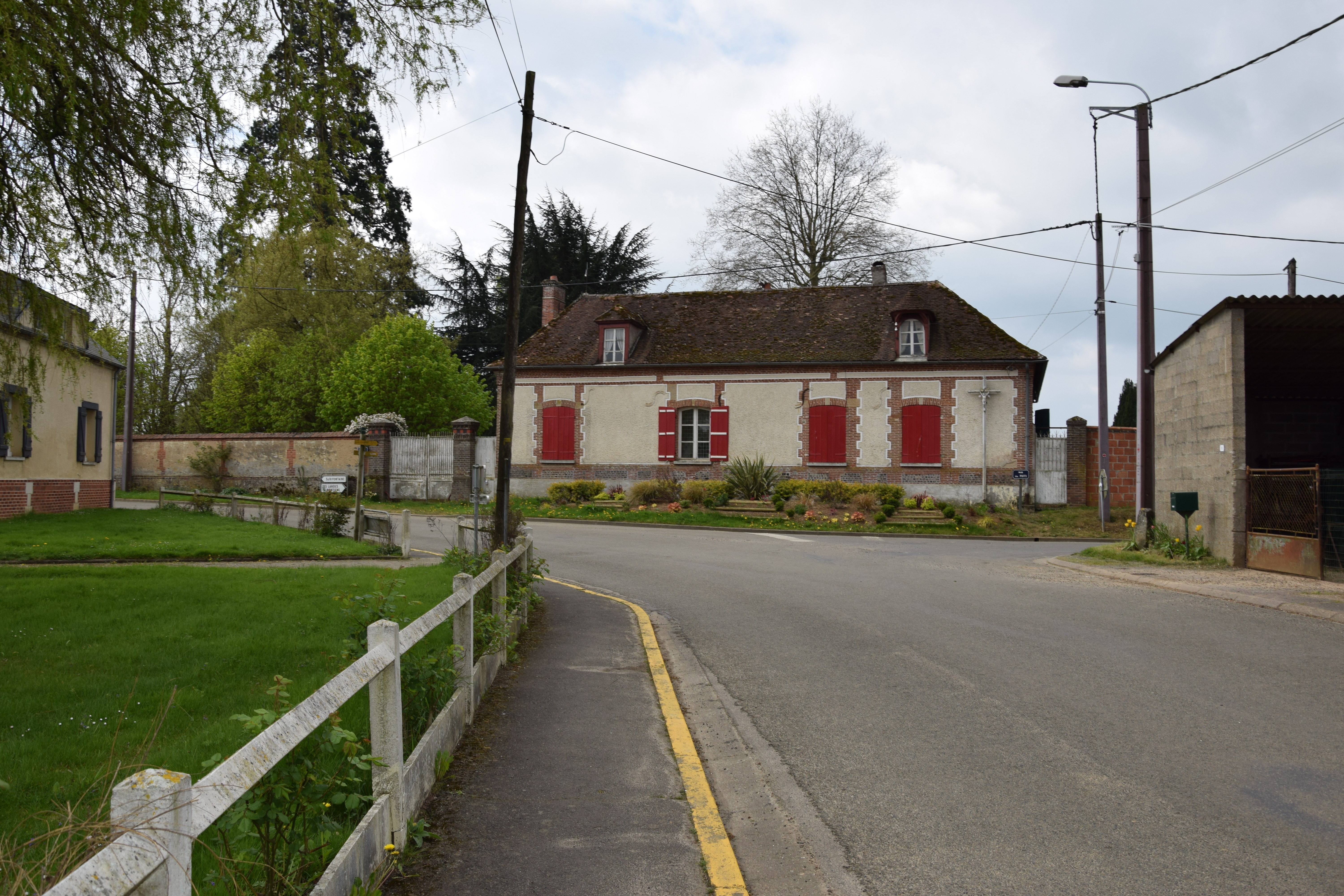
Le village.

Lalande-en-Son est un village picard du pays de Bray situé dans le sud de l'Oise et proche du département de l'Eure,  à 23 km à vol d'oiseau à l'ouest de Beauvais, à 13 km au nord de Gisors, 49 km à l'est de Rouen et à 11 km au sud de Gournay-en-Bray.
Le sentier de grande randonnée GR 125 passe dans le village.
La commune se trouve dans l'aire d'attraction de Paris, dans la zone d'emploi de Beauvais et dans le bassin de vie de Gisors.

### Communes limitrophes
Les communes limitrophes sont  Le Coudray-Saint-Germer, Puiseux-en-Bray, Sérifontaine et Talmontiers.

### Géologie et relief
La superficie de la commune est de 5,99 km2 ; son altitude varie de 83  à   210 mètres.
En 1841, Louis Graves indiquait que Lalande-en-Son était une  « faible commune à territoire plane, descendant à l'ouest dans le fond de la Chesnée, et au sud vers la vallée de l'Epte. Il n'y a pas d'eau courante ni de sources dans le pays ; on n'y trouve même pas de puits ».

### Hydrographie

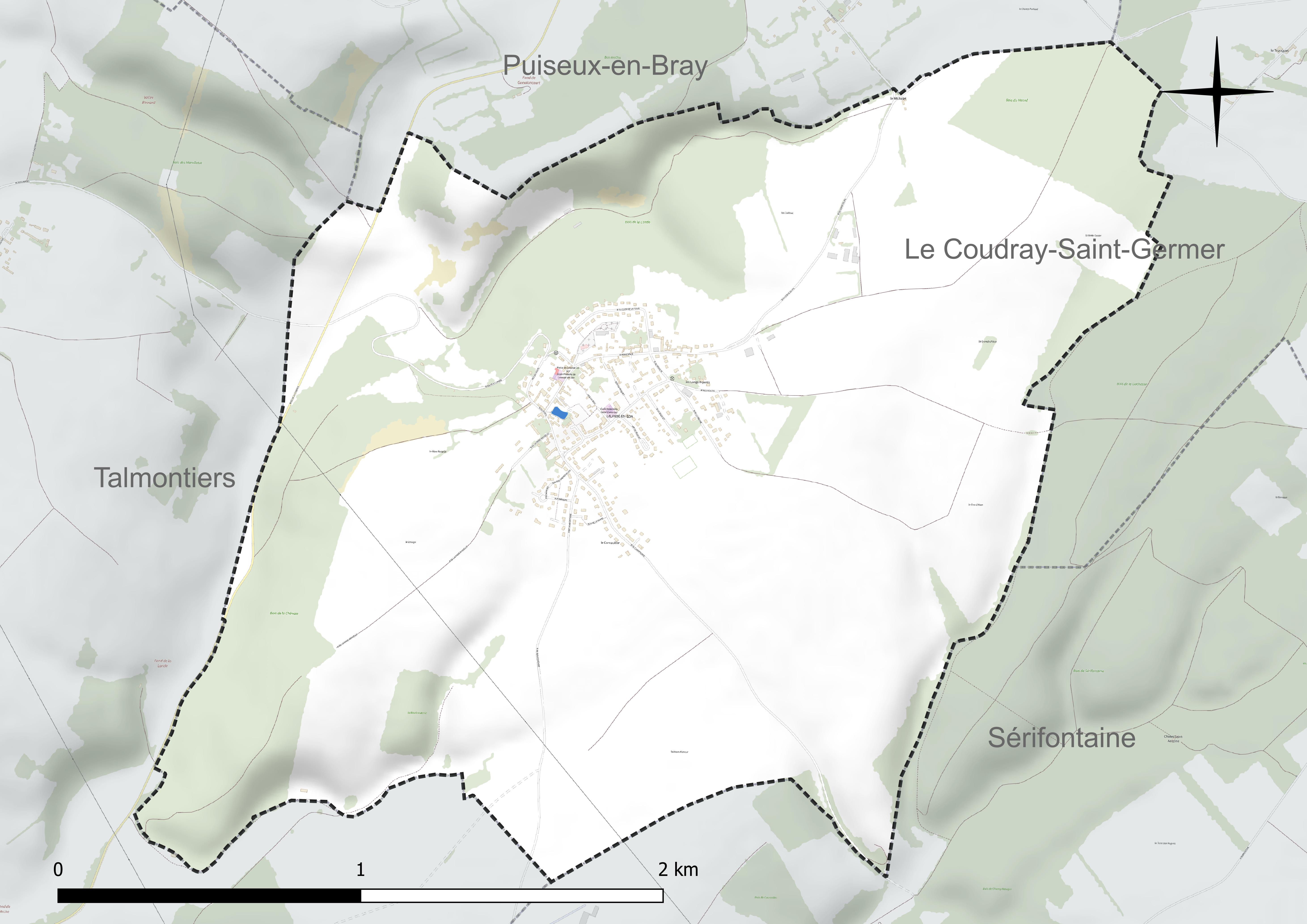
Réseau hydrographique de Lalande-en-Son.

La commune est située dans le bassin Seine-Normandie.
Elle n'est drainée par aucun cours d'eau,.

### Climat
Pour des articles plus généraux, voir Climat des Hauts-de-France et Climat de l'Oise.
En 2010, le climat de la commune est de type climat des marges montargnardes, selon une étude du CNRS s'appuyant sur une série de données couvrant la période 1971-2000. En 2020, Météo-France publie une typologie des climats de la France métropolitaine dans laquelle la commune est exposée à un climat océanique et est dans la région climatique Sud-ouest du bassin Parisien, caractérisée par une faible pluviométrie, notamment au printemps (120 à 150 mm) et un hiver froid (3,5 °C).
Pour la période 1971-2000, la température annuelle moyenne est de 9,9 °C, avec une amplitude thermique annuelle de 13,9 °C. Le cumul annuel moyen de précipitations est de 825 mm, avec 12 jours de précipitations en janvier et 8,5 jours en juillet. Pour la période 1991-2020, la température moyenne annuelle observée sur la station météorologique la plus proche, située sur la commune de Jaméricourt à 12 km à vol d'oiseau, est de 11,0 °C et le cumul annuel moyen de précipitations est de 695,7 mm,. Pour l'avenir, les paramètres climatiques de la commune estimés pour 2050 selon différents scénarios d'émission de gaz à effet de serre sont consultables sur un site dédié publié par Météo-France en novembre 2022.

## Urbanisme

### Typologie
Au 1er janvier 2024, Lalande-en-Son est catégorisée commune rurale à habitat dispersé, selon la nouvelle grille communale de densité à sept niveaux définie par l'Insee en 2022.
Elle est située hors unité urbaine. Par ailleurs la commune fait partie de l'aire d'attraction de Paris, dont elle est une commune de la couronne,.

### Occupation des sols

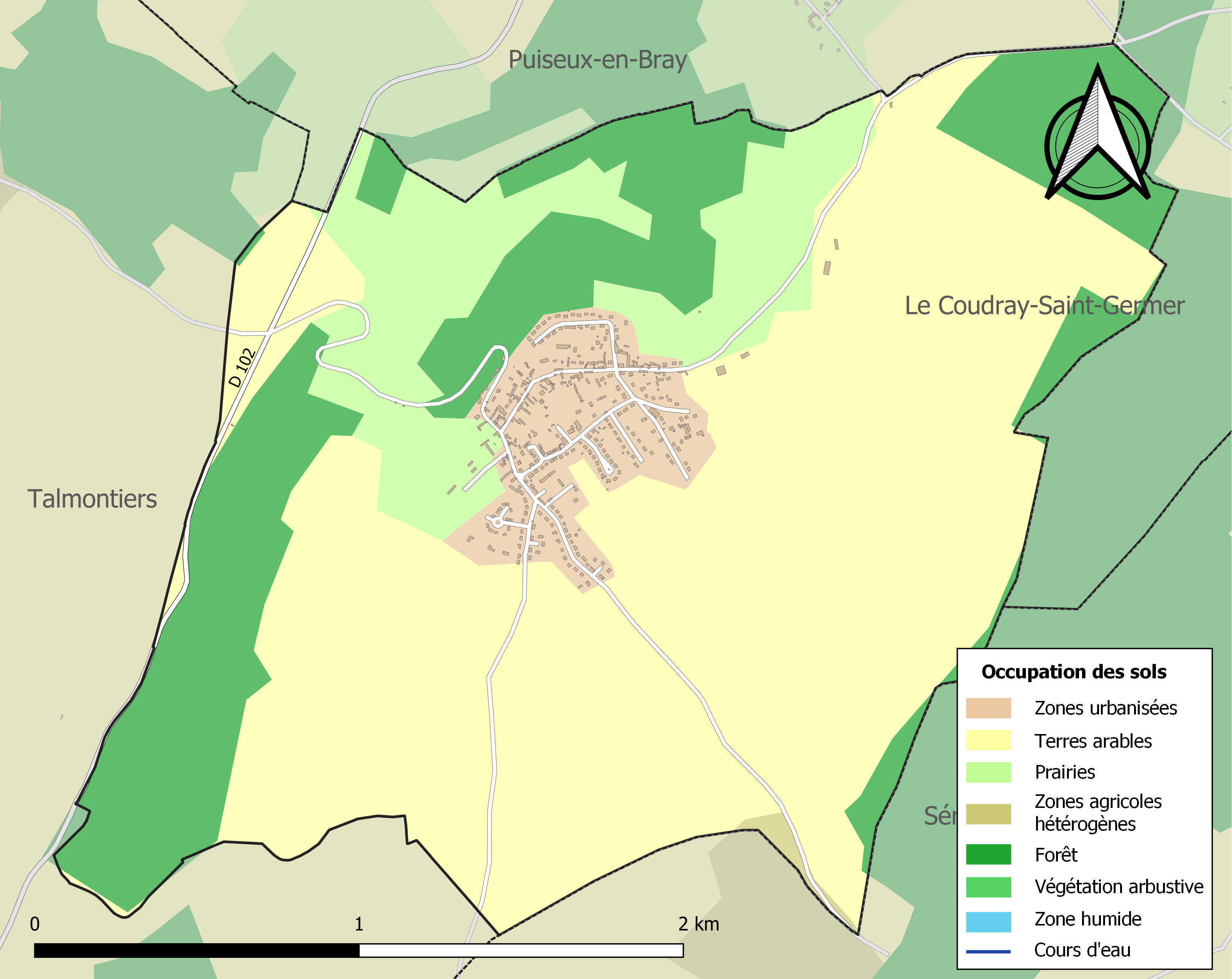
Carte des infrastructures et de l'occupation des sols de la commune en 2018 (CLC).

L'occupation des sols de la commune, telle qu'elle ressort de la base de données européenne d'occupation biophysique des sols Corine Land Cover (CLC), est marquée par l'importance des territoires agricoles (71,6 % en 2018), en diminution par rapport à 1990 (73,4 %).
La répartition détaillée en 2018 est la suivante : terres arables (58,8 %), forêts (22 %), prairies (12,3 %), zones urbanisées (6,4 %), zones agricoles hétérogènes (0,5 %).
L'évolution de l'occupation des sols de la commune et de ses infrastructures peut être observée sur les différentes représentations cartographiques du territoire : la carte de Cassini (XVIIIe siècle), la carte d'état-major (1820-1866) et les cartes ou photos aériennes de l'IGN pour la période actuelle (1950 à aujourd'hui).

### Habitat et logement
En 2021, le nombre total de logements dans la commune était de 289, alors qu'il était de 294 en 2016 et de 282 en 2011.
Parmi ces logements, 90 % étaient des résidences principales, 6,9 % des résidences secondaires et 3,1 % des logements vacants. Ces logements étaient pour 96,1 % d'entre eux des maisons individuelles et pour 3,6 % des appartements.
Le tableau ci-dessous présente la typologie des logements à Lalande-en-Son en 2021 en comparaison avec celle de l'Oise et de la France entière. Une caractéristique marquante du parc de logements est ainsi une proportion de résidences secondaires et logements occasionnels (6,9 %) supérieure à celle du département (2,4 %) mais inférieure à celle de la France entière (9,7 %).
| Typologie                                               | Lalande-en-Son | Oise | France entière |
| ------------------------------------------------------- | -------------- | ---- | -------------- |
| Résidences principales (en %)                           | 90             | 90,5 | 82,2           |
| Résidences secondaires et logements occasionnels (en %) | 6,9            | 2,4  | 9,7            |
| Logements vacants (en %)                                | 3,1            | 7    | 8,1            |

### Voies de communication et transports
La commune est desservie, en 2023, par les lignes 618, 6102, 6123 et 6136 du réseau interurbain de l'Oise.

## Toponymie
Le nom de la localité est attesté sous les formes Landa Aconis (vers 1130) ; Lalunda (1140) ; Lande (1190) ; Landa (1190) ; de Landa sancti Geremari (1210) ; la Lande Ençon (XIIIe) ; la Lande Asson (vers 1470) ; la Lande enson (1660) ; La Lande (1667) ; la lande anson (1771) ; la Lande en Son (1771) ; Lalande-en-çon (XVIIIe) ; Lalande-en-son (1840) ; la Lande-Ançon (1841) ; la Lande-Anson (XIXe) ; la Lande-en-Son (XIXe).
Lande, mot d'origine gauloise,. De l'oïl lande, « région plate, terrain couvert de broussailles, étendue inculte ».
A l'origine, Lalande-en-Son était situé sur les terres de la famille Anson. Le seigneur qui les possédait a donc donné son nom à ce territoire.

## Histoire

### Ancien Régime
Le village était compris dans l'ancien comté de Chaumont-en-Vexin.
La terre appartenait à l'Abbaye Saint-Germer-de-Fly, jusqu'à ce que les moines la vende au commencement du XVIIe siècle avant de la racheter vers 1700.

### Époque contemporaine
En 1841, la commune n'est propriétaire que de deux marnières. Les habitants sont agriculteurs ou bucherons, et les femmes fabriquent de la dentelle.

## Politique et administration

### Rattachements administratifs et électoraux

#### Rattachements administratifs
La commune se trouve dans l'arrondissement de Beauvais du département de l'Oise.
Elle faisait partie depuis 1801 du canton du Coudray-Saint-Germer. Dans le cadre du redécoupage cantonal de 2014 en France, cette circonscription administrative territoriale a disparu, et le canton n'est plus qu'une circonscription électorale.

#### Rattachements électoraux
Pour les élections départementales, la commune fait partie depuis 2014 du canton de Beauvais-2.
Pour l'élection des députés, elle fait partie de la deuxième circonscription de l'Oise.

### Intercommunalité
Lalande-en-Son est membre de la communauté de communes du Pays de Bray, un établissement public de coopération intercommunale (EPCI) à fiscalité propre créé fin 1997 et auquel la commune a transféré un certain nombre de ses compétences, dans les conditions déterminées par le code général des collectivités territoriales.

### Liste des maires
| Période                                  | Période                     | Identité             | Étiquette | Qualité |
| ---------------------------------------- | --------------------------- | -------------------- | --------- | --- |
| Les données manquantes sont à compléter. |                             |                      |           | |
|                                          |                             |                      |           | |
| mars 1959                                | 2001                        | Jean-Claude Dourlens |           | Chef d'une entreprise de construction Président du SIVOM du canton du Coudray Saint-Germer[Quand ?] Officier dans l’Ordre des Palmes académiques |
| mars 2001                                | 2008                        | Pierre Jeanneney     | POI,      | |
|                                          |                             |                      |           | |
| 2014                                     | juillet 2020                | Ramon Perez          |           | Contremaître |
| juillet 2020                             | En cours (au 9 avril 20243) | Christophe Duquenoy  |           | Cadre administratif ou commercial d'entreprise                                                                                                   |

## Équipements et services publics
Un distributeur automatique de pain frais est installé près de la mairie depuis 2022.

### Enseignement
Les enfants de la commune sont scolarisés avec ceux de Puiseux-en-Bray dans le cadre d'un regroupement pédagogique intercommunal (RPI) doté d'une cantine,.

## Population et société
Les habitants sont les Lansonnais et les Lansonnaises.

### Démographie

#### Évolution démographique
L'évolution du nombre d'habitants est connue à travers les recensements de la population effectués dans la commune depuis 1793. Pour les communes de moins de 10 000 habitants, une enquête de recensement portant sur toute la population est réalisée tous les cinq ans, les populations de référence des années intermédiaires étant quant à elles estimées par interpolation ou extrapolation. Pour la commune, le premier recensement exhaustif entrant dans le cadre du nouveau dispositif a été réalisé en 2004.

En 2022, la commune comptait 598 habitants, en évolution de −10,34 % par rapport à 2016 (Oise : +0,87 %, France hors Mayotte : +2,11 %).
| 1793 | 1800 | 1806 | 1821 | 1831 | 1836 | 1841 | 1846 | 1851 |
| ---- | ---- | ---- | ---- | ---- | ---- | ---- | ---- | ---- |
| 184  | 278  | 277  | 258  | 242  | 261  | 247  | 243  | 225  |

| 1856 | 1861 | 1866 | 1872 | 1876 | 1881 | 1886 | 1891 | 1896 |
| ---- | ---- | ---- | ---- | ---- | ---- | ---- | ---- | ---- |
| 205  | 213  | 219  | 200  | 191  | 173  | 167  | 172  | 172  |

| 1901 | 1906 | 1911 | 1921 | 1926 | 1931 | 1936 | 1946 | 1954 |
| ---- | ---- | ---- | ---- | ---- | ---- | ---- | ---- | ---- |
| 180  | 184  | 187  | 183  | 185  | 181  | 164  | 166  | 148  |

| 1962 | 1968 | 1975 | 1982 | 1990 | 1999 | 2004 | 2006 | 2009 |
| ---- | ---- | ---- | ---- | ---- | ---- | ---- | ---- | ---- |
| 150  | 143  | 243  | 280  | 567  | 629  | 671  | 679  | 681  |

| 2014 | 2019 | 2022 | - | - | - | - | - | - |
| ---- | ---- | ---- | - | - | - | - | - | - |
| 681  | 626  | 598  | - | - | - | - | - | - |

#### Pyramide des âges
La population de la commune est relativement jeune.
En 2018, le taux de personnes d'un âge inférieur à 30 ans s'élève à 33,0 %, soit en dessous de la moyenne départementale (37,3 %). À l'inverse, le taux de personnes d'âge supérieur à 60 ans est de 25,0 % la même année, alors qu'il est de 22,8 % au niveau départemental.
En 2018, la commune comptait 333 hommes pour 307 femmes, soit un taux de 52,03 % d'hommes, largement supérieur au taux départemental (48,89 %).
Les pyramides des âges de la commune et du département s'établissent comme suit.
| Hommes | Classe d’âge | Femmes |
| ------ | ------------ | ------ |
| 0,0    | 90 ou +      | 0,7    |
| 3,7    | 75-89 ans    | 5,7    |
| 20,2   | 60-74 ans    | 19,7   |
| 24,5   | 45-59 ans    | 26,7   |
| 17,2   | 30-44 ans    | 16,0   |
| 15,0   | 15-29 ans    | 14,7   |
| 19,3   | 0-14 ans     | 16,7   |

| Hommes | Classe d’âge | Femmes |
| ------ | ------------ | ------ |
| 0,5    | 90 ou +      | 1,4    |
| 5,5    | 75-89 ans    | 7,6    |
| 15,6   | 60-74 ans    | 16,3   |
| 20,8   | 45-59 ans    | 20     |
| 19,4   | 30-44 ans    | 19,4   |
| 17,6   | 15-29 ans    | 16,2   |
| 20,6   | 0-14 ans     | 19,1   |

## Culture locale et patrimoine

### Lieux et monuments
- Eglise Notre-Dame, dont le chœur en alternat de calcaire et de silex, date sans doute du XVIe siècle. Il est doté d'une charpente en carène de bateau et de deux blochets sculptés de têtes humaines. La nef est un petit peu plus récente et est réalisée en alternat de pierres et briques et comprend des fenêtres en arc brisé, ainsi qu'une autre charpente, également en carène. La façade en briques est refaite au XIXe siècle
On peut noter un retable de style classique et le lutrin du XVIIIe siècle[28]
- Forêt de Thelle.

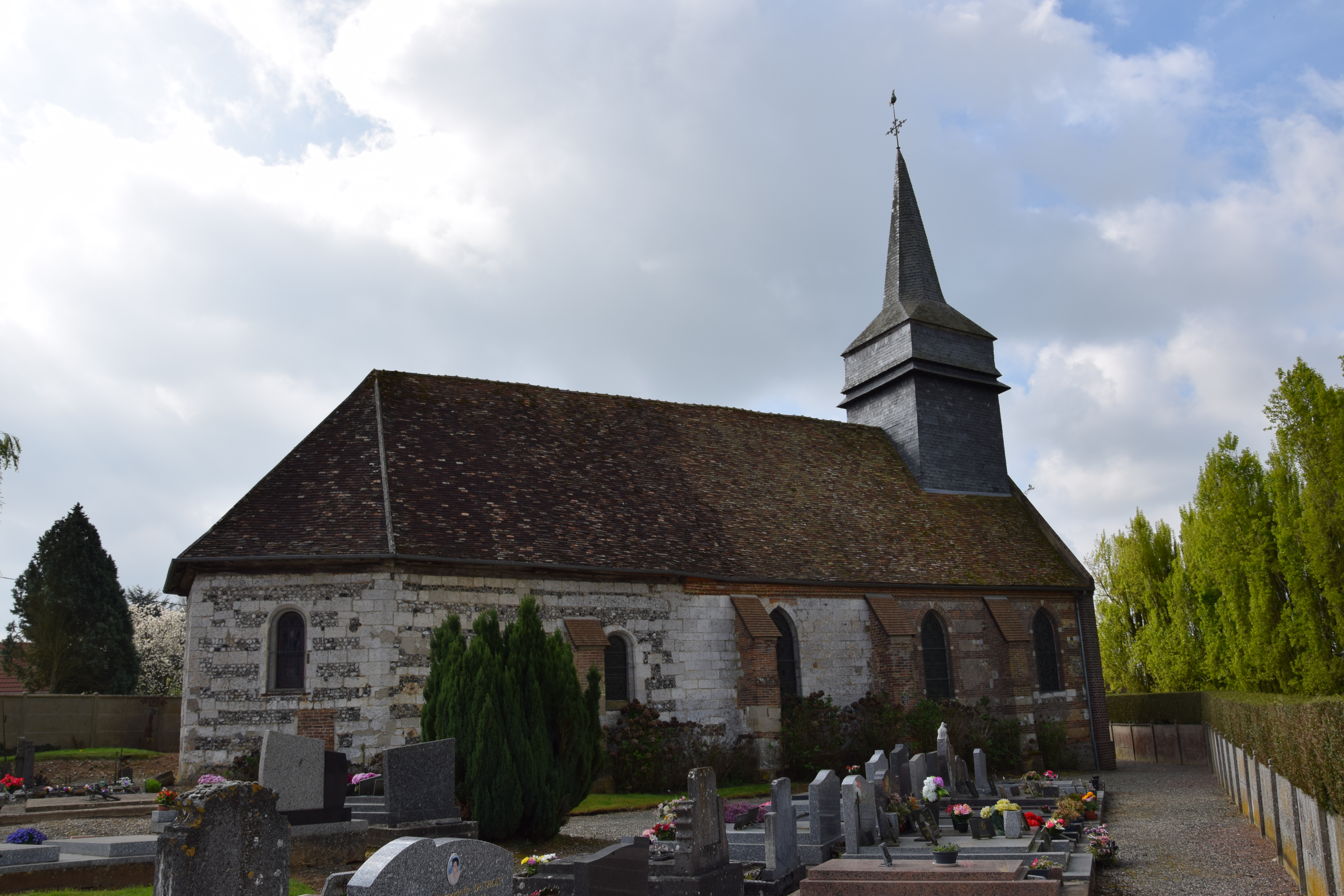
L'église de l'Assomption...
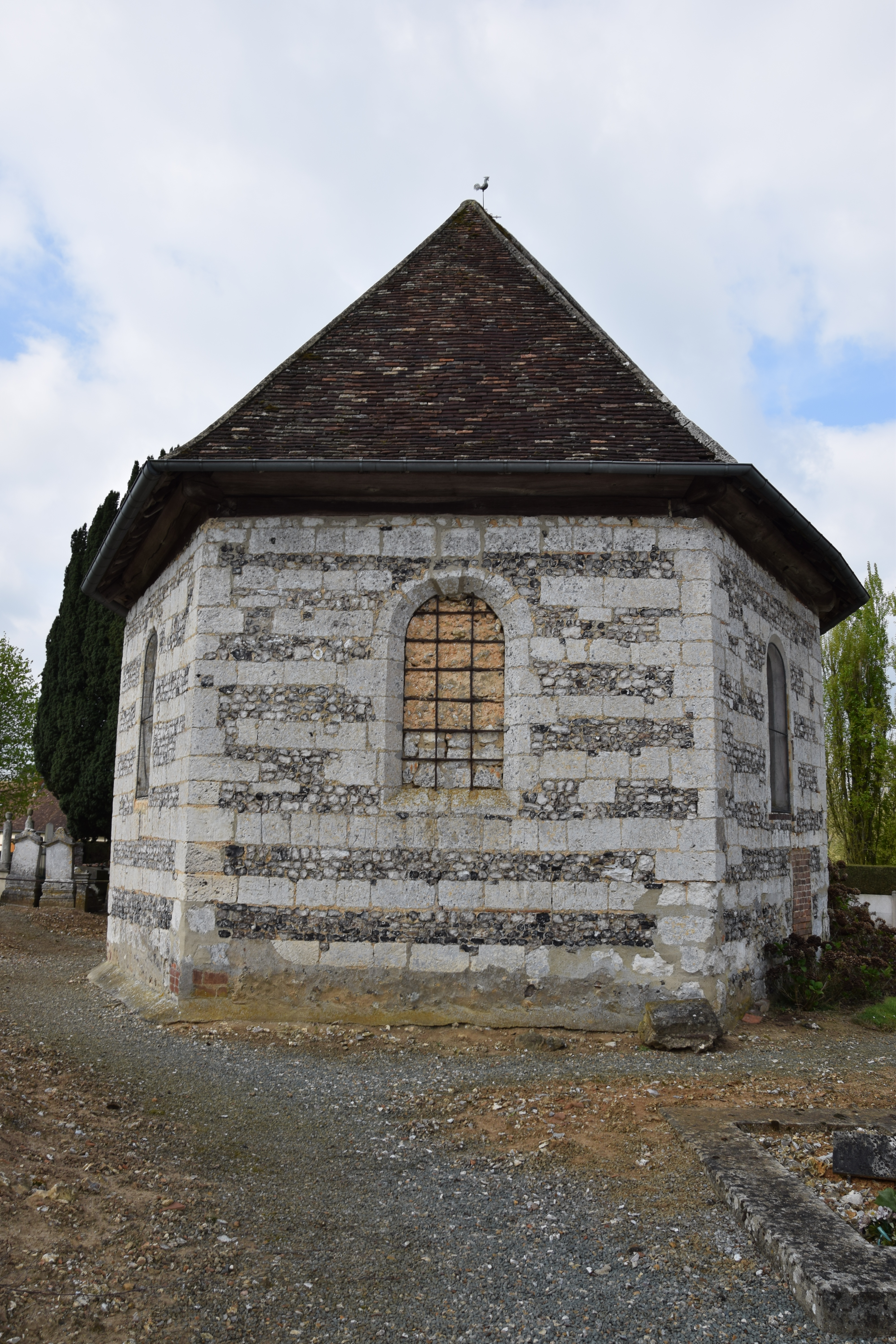
... et son chevet.
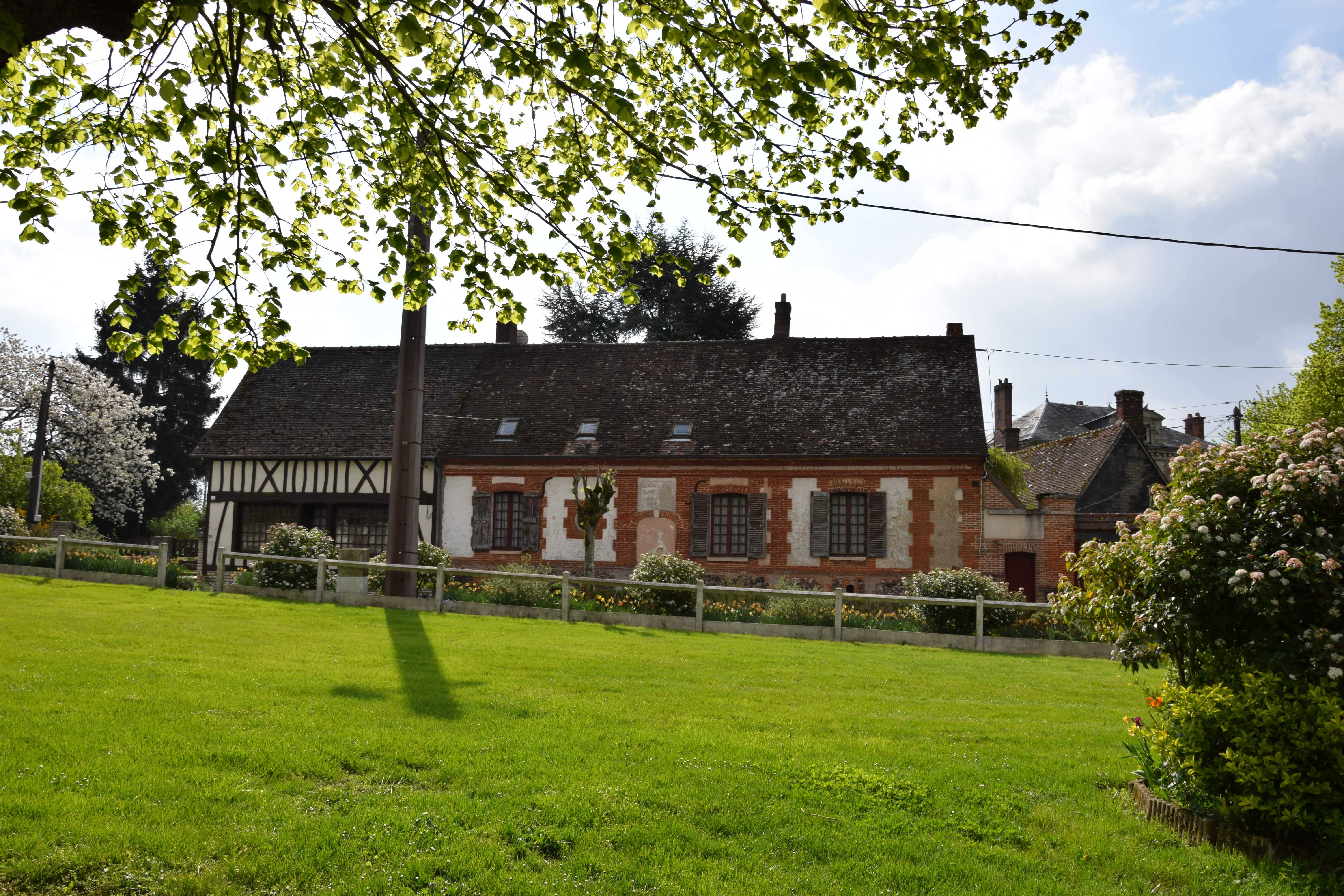
Maison datée de 1784.
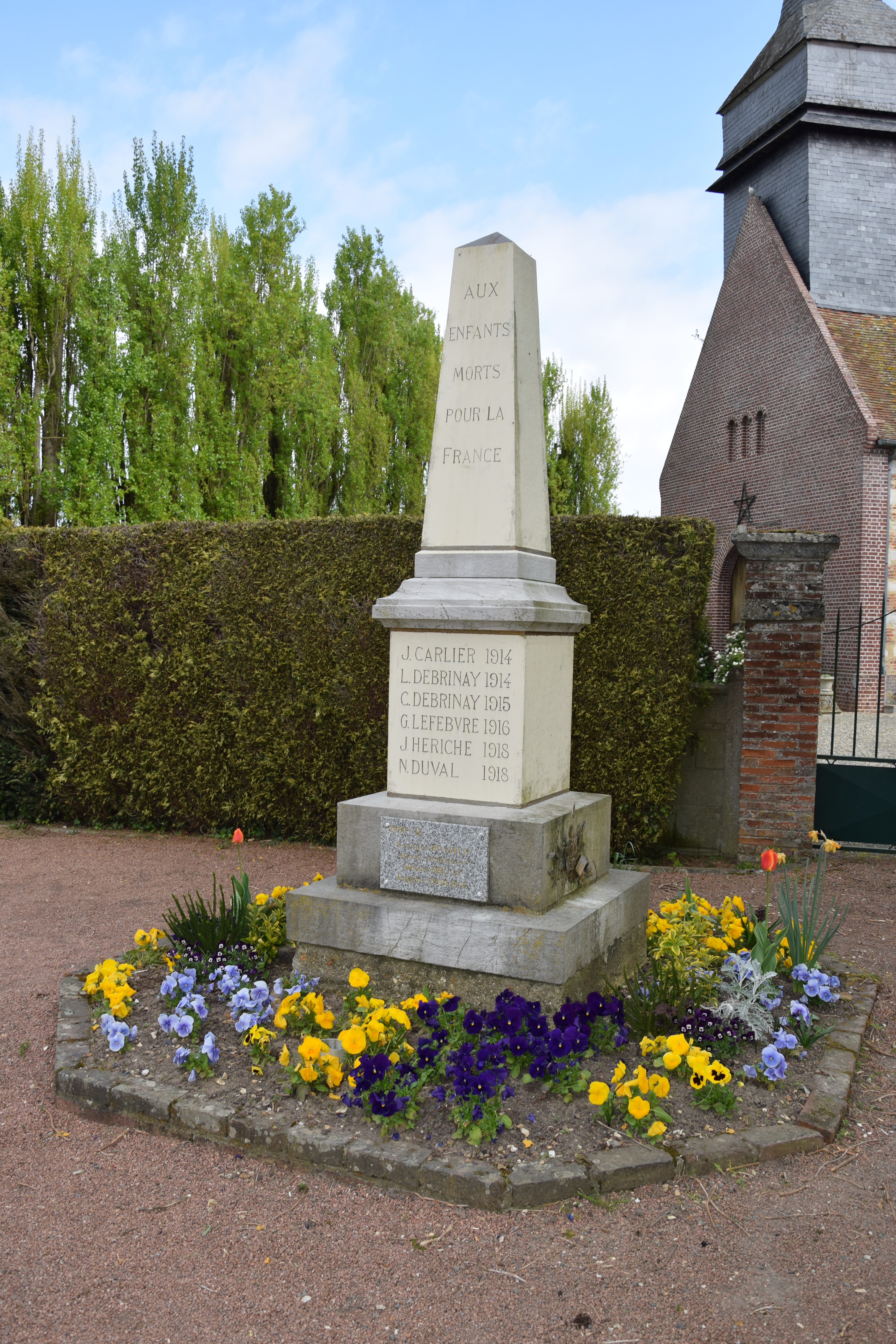
Monument aux morts.
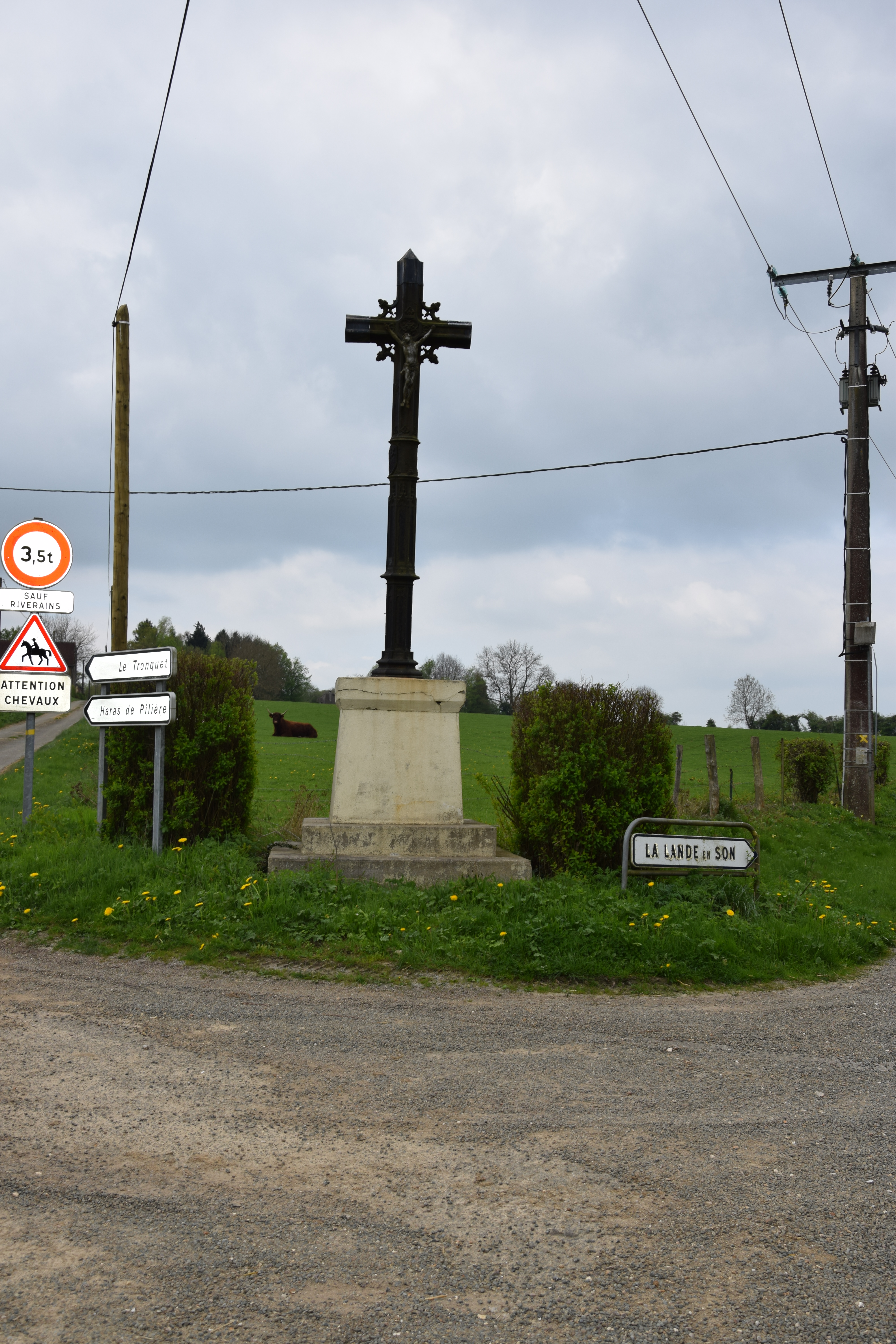
Calvaire.

### Héraldique
| Blason de Lalande-en-Son | Blason  | D'or à la tour de sable ouverte du champ, surmontée du nom de la commune en lettres capitales de sable ordonnées en arc de cercle, posée sur un coupeau de gueules chargé d'un léopard d'or; au chef d'azur chargé de trois fleurs de lis d'or. |
| Blason de Lalande-en-Son | Détails | Le statut officiel du blason reste à déterminer. |